# Hawtai Shengdafei
Hawtai Shengdafei (кит. 华泰圣达菲; пиньинь: Huá tài shèng dá fēi) — компактный кроссовер, выпускаемый китайской компанией Hawtai с 2009 года. Его название похоже на китайское название Hyundai Santa Fe.

## Первое поколение (2009—2015)
Компания Hawtai выпускала Hyundai Santa Fe первого поколения с 2006 года. Одной из моделей Hawtai, дебютировавшей в 2009 году, стала Hawtai Shengdafei (Santa Fe C9). Цена комплектации Hawtai Shengdafei с двигателем Rover составляла ниже, чем Hyundai Santa Fe.

В 2010 году компания Hyundai прекратила сотрудничество с Hawtai, а производство первого поколения Hawtai Shengdafei завершилось в 2015 году.

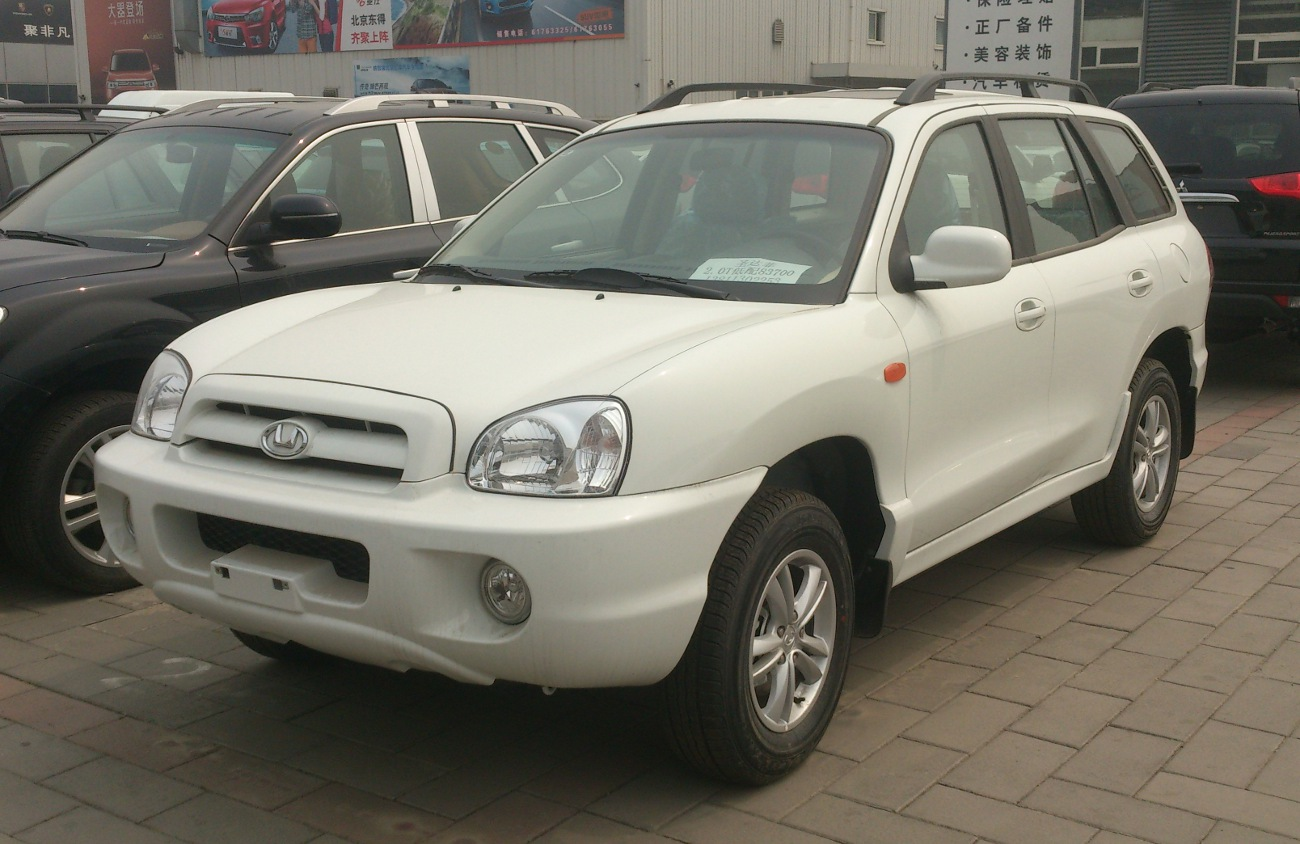
Hawtai Shengdafei
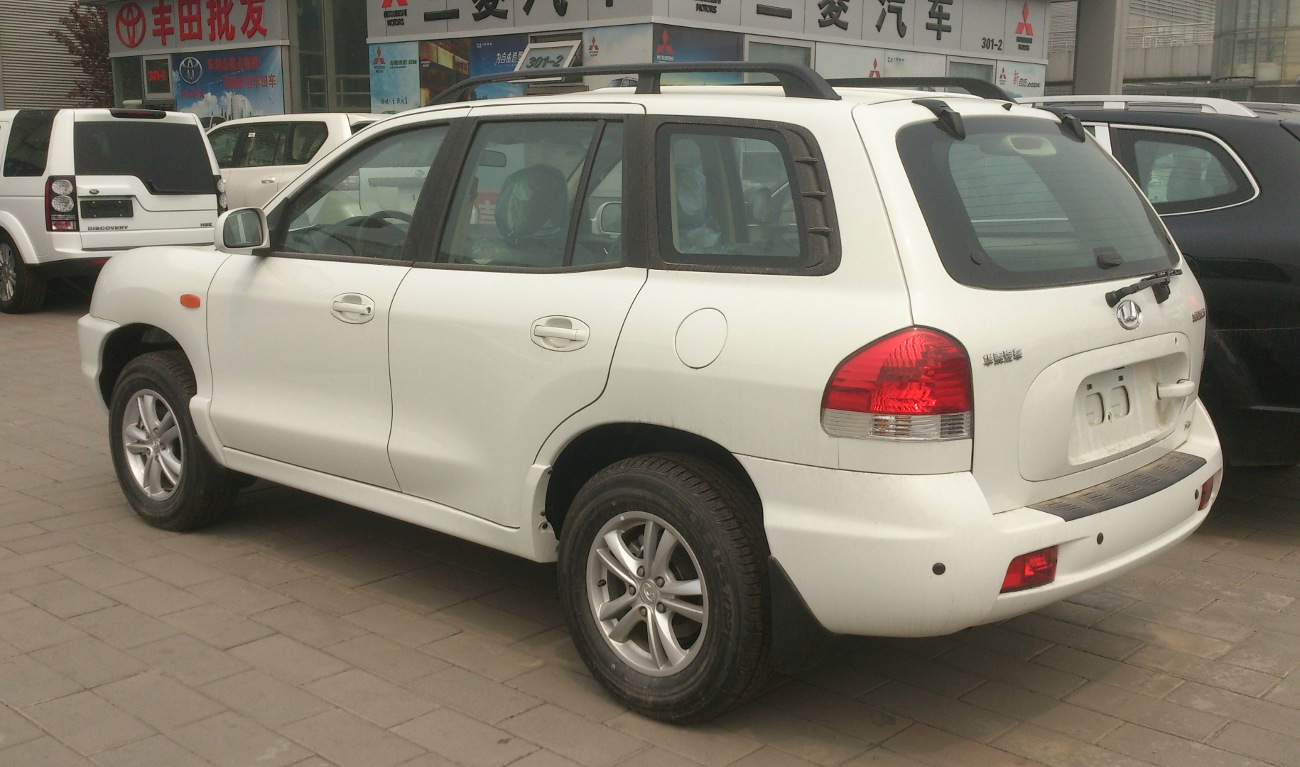
Hawtai Shengdafei
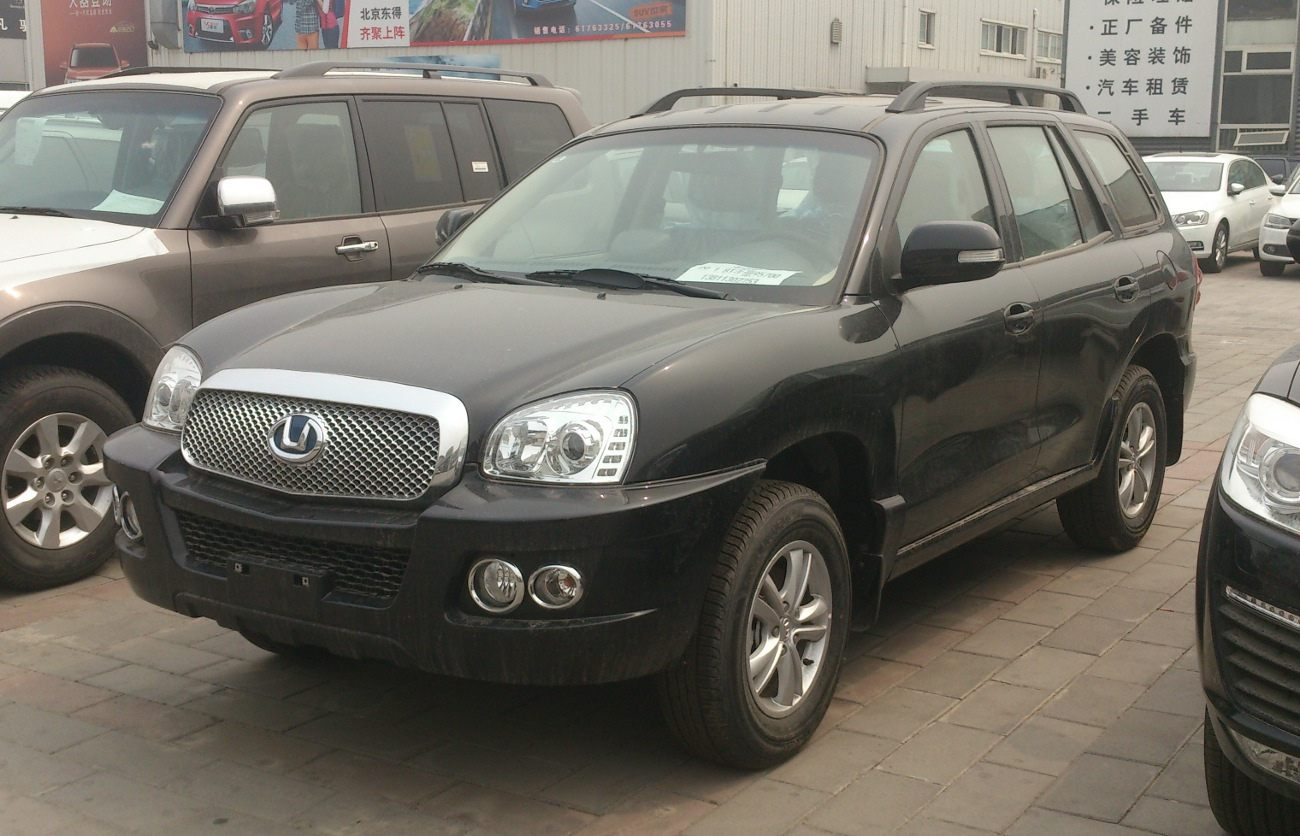
Рестайлинг

## Второе поколение (2015 — настоящее время)
Второе поколение Hawtai Shengdafei дебютировало в 2014 году на Пекинском автосалоне. Ранее автомобиль был известен Hawtai A25. Проектное название — Hawtai Baolige. Автомобиль оснащён 1,5-литровым четырёхцилиндровым бензиновым двигателем с турбонаддувом мощностью 135 л. с. и крутящим моментом 200 Н⋅м, а также 2,0-литровым дизельным двигателем. Каждый двигатель сочетался в паре с пятиступенчатой механической или же с четырёхступенчатой полуавтоматической трансмиссией.
В августе 2017 года на автосалоне в Шанхае был представлен рестайлинговый вариант Hawtai Shengdafei, получивший название Hawtai Shengdafei 5. Пятиступенчатая механическая трансмиссия уступила место шестиступенчатой механической.

В модельный ряд также входят электромобили Hawtai Shengdafei 5XEV 260 и Hawtai Shengdafei 5XEV 480, отличающиеся синими вставками.

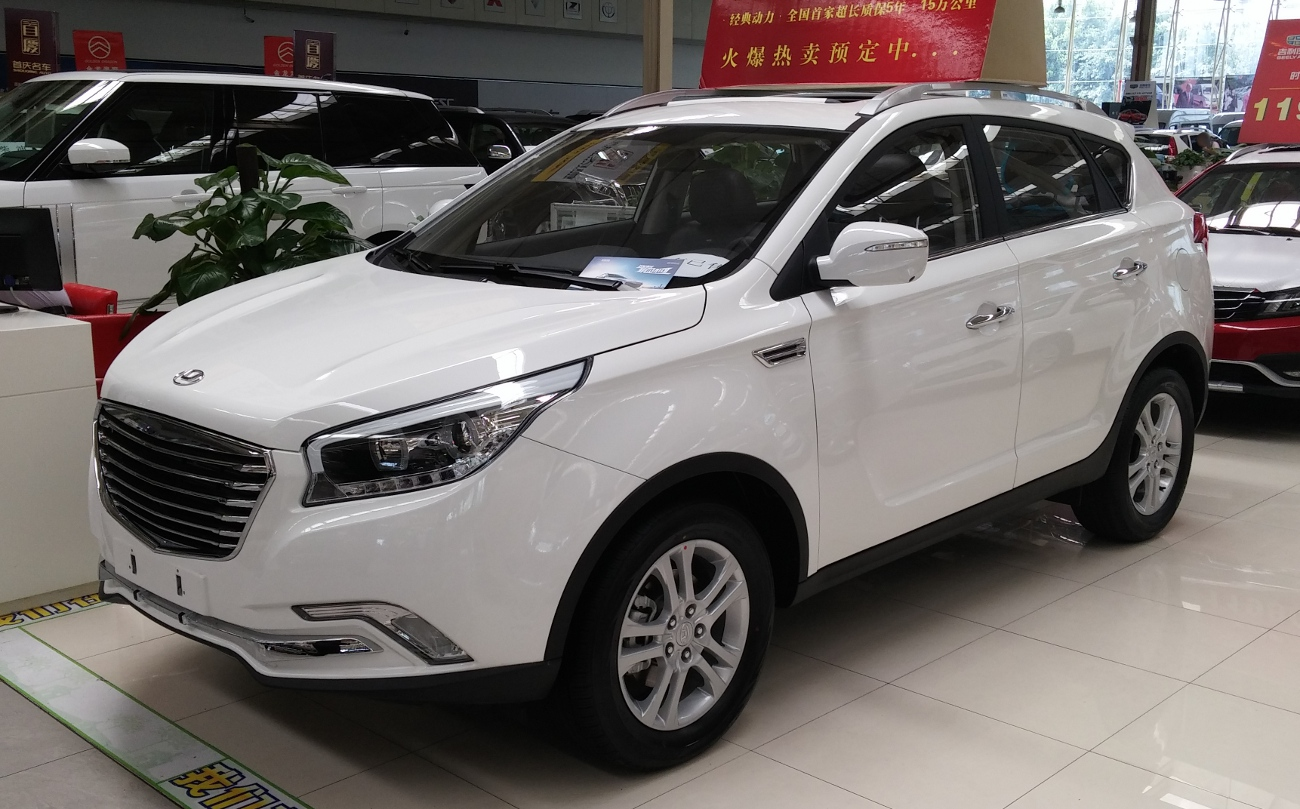
Hawtai Shengdafei II
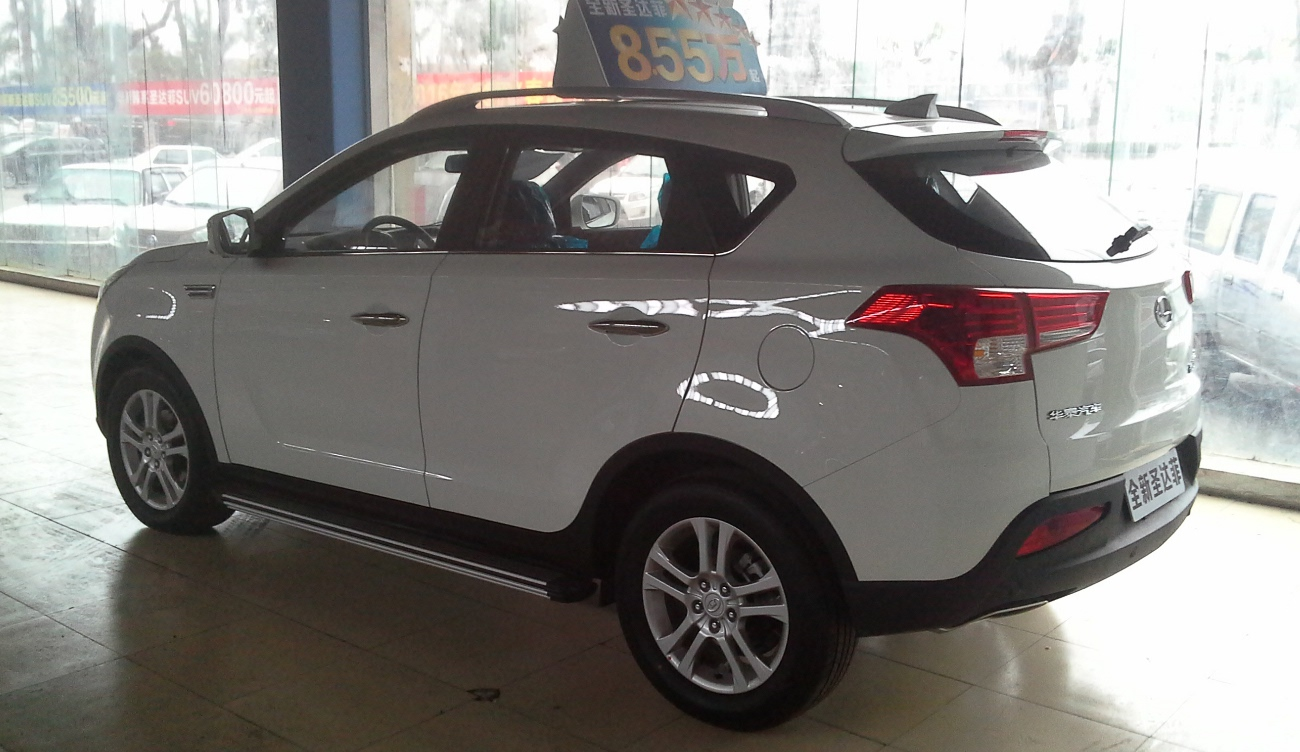
Вид сзади